# おかべ焼きそば
おかべ焼きそば（おかべやきそば）は、静岡県藤枝市岡部町で提供される焼きそばで、ご当地グルメである。
2006年秋、岡部町商工会が開発したご当地グルメで、玉露パウダーを練りこんだ麺と地元で採れた季節の食材が使用されているのが特徴。肉を入れず、名産のタケノコやシイタケを中心にキャベツや天かすを加え、ソースを使わず和風味に仕上げられている。

## 定義
- 玉露パウダーを練り込んだ麺
- 肉を入れない
- 和風だれ（麺のきれいな緑色を出すためソースは使わない）